# Omul demolat
Omul demolat (1953) (titlu original The Demolished Man) de Alfred Bester este un roman științifico-fantastic, câștigător al primului premiu Hugo în 1953. Cartea a fost serializată în trei părți, începând cu numărul din ianuarie 1952 al revistei Galaxy Science Fiction, fiind urmată de publicarea în volum în 1953. Romanul este dedicat editorului revistei Galaxy, H. L. Gold, care l-a ajutat pe Bester în timpul scrierii cu o serie de sugestii. Titlul dorit inițial de autor a fost Demolition!, dar Gold l-a convins să îl schimbe.

## Cadru
Omul demolat este un roman polițist science fiction a cărui acțiune se petrece într-un viitor în care telepatia este un lucru obișnuit, mare parte din eficiența ei datorându-se faptului că un individ are capacități telepatice superioare altuia. Scrisă cu 30 de ani înaintea exploziei din anii '80 a genului cyberpunk, romanul anticipează acest sub-gen și amestecul său de elemente ale intrigii, cum sunt corporațiile puternice, armamentul de înaltă tehnologie și întrepătrunderea diferitelor clase sociale.
În secolul al XXIV-lea, telepații—"esperi" sunt integrați în toate nivelurile societății. Ei sunt categorisiți în conformitate cu abilitățile lor: clasa 3 - cea mai obișnuită, care pot detecta doar gândurile conștiente în momentul apariției lor și sunt deseori angajați ca secretari sau administratori; clasa 2 - pot săpa mai adânc, la nivelul pre-conștient, detectând tipare subliminale și asocieri subtile, formând clasa de mijloc profesională a avocaților și managerilor; clasa 1 - pot detecta toate cele de mai înainte, precum și nevoile primitve subconștiente, ocupând doar cele mai înalte poziții îl poliție și guvern. Toți esperii pot comunica telepatic între ei, iar un esper mai puternic poate copleși un junior. Abilitatea telepatică este înnăscută și se moștenește, dar rămâne latentă și nedetectată în persoanele neantrenate. Totuși, odată recunoscută, aptitudinea naturală poate fi dezvoltată prin instrucțiuni și exerciții. Există o breaslă care îmbunătățește abilitățile telepatice ale esperilor, stabilește linii ferme de conduită etică și ajută la înmulțirea esperilor prin căsătorii între ei. Există și telepați care se opun controlului autoritar al breslei esperilor, rămânând în afara ei.

## Intriga
Ben Reich este un tânăr magnat al comerțului interplanetar, dar compania sa se află în pragul falimentului din cauza cartelului rival, D'Courtney, condus de bătrânul Craye D'Courtney. Reich are coșmaruri periodice în care *Omul fără chip" îl persecută. El îl contactează pe D'Courtney și îi propune o fuziune a celor două concerne, dar starea psihică precară a lui Reich îl face să interpreteze greșit răspunsul pozitiv al lui D'Courtney ca fiind un refuz. Frustrat și disperat, Reich vrea să îl omoare pe Craye D'Courtney, dar, cum existența esperilor a împiedicat comiterea crimelor de 70 de ani, el pune la cale un plan elaborat pentru a scăpa. În cazul în care ar fi prins, Reich ar urma să fie "demolat", o pedeapsă teribilă descrisă doar la sfârșitul cărții.
Reich angajează un esper care să "producă interferențe" pentru el - ascunzându-i gândurile criminale de orice esper prezent la locul crimei. Reich are în subordinea sa mulți esperi de clasă 2 și 3, dar pentru această acțiune are nevoie de unul de clasa 1. El îl mituiește pe Dr. Gus Tate, un eminent psihiatru esper, să fie garda sa de corp mentală pe durata crimei, iar acesta îl ajută, furând informații despre obiceiurile lui D'Courtney de la un coleg esper necunoscut.
Pentru a-și masca și mai bine intențiile, Reich vizitează un compozitor care îl învață un cântec extrem de simplu, care este atât de persistent și de obsedant, încât e capabil să împiedice majoritatea esperilor să-i citească lui Reich corect gândurile. Reich își achiziționează o mică grenadă de mână care poate altera percepția temporală a victimei, distrugând rhodopsina din ochi, precum și o armă de mână antică, din secolul XX, un obiect rar într-o societate non-violentă. El este sfătuit și cum să înlocuiască muniția armei cu o capsulă gelatinoasă umplută cu apă, care îndepărtează evidențele balistice.
Reich își pune planul în aplicare în timpul unui joc, dar la crimă asistă fata mai mică a lui D'Courtney, Barbara, care fuge de la locul faptei. Ea este găsită ulterior, într-o stare de șoc care nu îi permite să vorbească. Esperul de clasă 1 Lincoln Powell, un om extrem de talentat despre care se crede că va deveni viitorul conducător al breslei esperilor, îl demască pe Reich folosind o tehnică ascunsă. La întâlnirea lor este însă prezent și avocatul esper al lui Reich, care declară că dovezile adunate telepatic nu sunt admise în sala de judecată. Acest lucru îl obligă pe Powell să soluționeze crima folosind procedurile polițienești clasice, stabilind mobilul, ocazia și metoda folosită.
Ambele părți vor să o găsească pe Barbara D'Courtney și să o facă să vorbească (sau să tacă, în cazul lui Reich). Deși Reich o găsește primul, nu reușește să o omoare, ea fiind salvată de Powell, căruia, însă, îi scapă Reich. Powell pornește într-o urmărire prin Sistemul Solar, Reich scăpând de polițiști și de câteva tentative misterioase de asasinat cu ajutorul pistolului său cu vibrații sonice. Reich nu reușește să îl ucidă pe șeful comunicațiilor sale, pe care Powell îl răpește.
Powell deja a stabilit ocazia și metoda folosită, descoprind un fragment de gelatină în corpul victimei. Dar, când el credea că a rezolvat cazul, interogarea șefului de comunicații a lui Reich dă rezultatele peste cap — D'Courtney aceptase propunerea de fuziune. Cazul lui Powell este făcut bucăți; așa cum chiar el remarcă, niciun judecător din Sistemul Solar nu ar crede că Reich l-a ucis pe D'Courtney, ținând cont că avea nevoie de el viu pentru acea fuziune, care l-ar fi salvat pe Reich și i-ar fi oferit puterea și bogăția la care visa 
Powell nu are habar despre starea mentală alterată a lui Reich, așa încât nu se gândește că mobilul ar putea fi altul decât cel financiar și recunoaște că forțele din spatele crimei lui Reich sunt mai mari decât anticipase. În încercarea de a-l aresta pe Reich, el cere ajutorul tuturor esperilor, canalizând energia lor mentală colectivă într-o procedură telepatică periculoasă.
Astfel se află că Reich este fiul ilegitim al lui Craye D'Courtney — ura latentă a lui Reich privitoare la acesta se datora, probabil, cunoașterii latente, telepatice, a acestui lucru. Tentativele de asasinat asupra lui Reich se dovedește că i-au aparținut chiar acestuia, ca rezultat al stării sale mentale instabile. Odată arestat și condamnat, Reich suferă teribila demolare - îndepărtarea amintirilor și a nivelurilor superioare ale personalității, golindu-i-se mintea pentru re-educare. Această societate a secolului al XXIV-lea folosește demolarea psihologică deoarece recunoaște valoarea socială a personalităților puternice capabile să încalce legea, căutând perpetuarea trăsăturilor pozitive pentru a înlătura conștiința criminală dintr-o persoană.

## Primire
Criticul Groff Conklin a caracterizat Omul demolat ca "un roman magnific ... cel mai fascinant studiu de caracter pe care l-am întâlnit." Boucher și McComas au considerat romanul "o melodramă suprarealistă [și] un amestec magistral de ficțiune științifică și polițistă", evidențiind descrierea făcută de Bester unei "[societăți] nemiloase și ahtiate după bani, dominată și remodelată subtil de telepați" ca una extrem de bine realizată. Criticul Mark Reinsberg de la revista Imagination a criticat favorabil romanul, subliniind "excelenta descriere a unei civilizații viitoare și a vieții sociale a secolului al XXIV-lea." În coloana de "Cărți" a revistei F&SF, Damon Knight a pus romanul lui Bester printre cele mai bune cărți SF ale anilor '50.
Omul demolat a câștigat în 1953 premiul Hugo pentru "Cel mai bun roman" și a ocupat locul al doilea la International Fantasy Award din acel an.

## Traduceri în limba română
- 1994 - Omul demolat, ed. Pygmalion, Colecția "Cyborg" nr. 1, traducere Mihai-Dan Pavelescu, 238 pag, ISBN 973-96463-4-4
- 2007 - Omul demolat, ed. Nemira, Colecția "Nautilus", traducere Mihai-Dan Pavelescu, 256 pag, ISBN 978-973-569-954-3

## Teme majore
Jo Walton a considerat că Omul demolat este realizat după psihologia freudiană, comparând-o cu relația dintre Ultima bătălie și Creștinism și accentuând faptul că rezolvarea intrigii are sens doar într-un context freudian: ura lui Reich față de D'Courtney este motivată de complexul Oedip.